# Södra Solberga församling
Södra Solberga församling var en församling i Växjö stift och Vetlanda kommun. Den 1 januari 2006 uppgick församlingen i Korsberga församling.
Församlingskyrka var Södra Solberga kyrka.

## Administrativ historik
Församlingen har medeltida ursprung. Före den 1 januari 1886 (ändring enligt beslut den 17 april 1885) var namnet Solberga församling.
Församlingen var annexförsamling i pastoratet Korsberga, Lemnhult och Södra Solberga vilket 1992 utökades med Nye församling, Näshults församling och Stenberga församling. Den 1 januari 2006 uppgick församlingen i Korsberga församling.
Församlingskod var 068508.

## Komministrar
| Ämbetstid | Namn                          | Levnadstid | Övrigt                                         |
| --------- | ----------------------------- | ---------- | ---------------------------------------------- |
| 1616–1669 | Johannes Hemmingii            |            |                                                |
| 1670–1685 | Haquinus Svenonis Lannerus    | 1625–1685  |                                                |
| 1686–1689 | Andreas Petri Schatelovius    |            | Senare kyrkoherde i Långasjö församling.       |
| 1689–1724 | Johan Hallin                  | 1654–1724  |                                                |
| 1726–1754 | Georgius Broderzonius         | 1694–1754  |                                                |
| 1756–1757 | Magnus Elg                    | 1719–1757  |                                                |
| 1757–1776 | Gudmund Nylander              |            | Senare kyrkoherde i Kärda församling.          |
| 1776–1790 | Jonas Hultquist               | 1737–1794  |                                                |
| 1792–1799 | Johan Frondell                | 1748–1799  |                                                |
| 1800–1810 | Magnus Åhman                  | 1764–1810  |                                                |
| 1811–1836 | Jonas Björkdahl               |            | Senare kyrkoherde i Myresjö församling.        |
| 1837–1855 | Daniel Henric von Sivers      |            | Senare komminister i Södra Sandsjö församling. |
| 1856–1862 | Johan Peter Dahlstedt         |            | Senare kyrkoherde i Nöbbele församling.        |
| 1866–1878 | Gustaf Colliander             |            | Senare kyrkoherde i Kulltorps församling.      |
| 1878–1886 | Salomon August Bredenberg     |            | Senare kyrkoherde i Virestads församling.      |
| 1887–1897 | Karl Anders Erik Hjertström   |            | Senare komminister i Härlunda församling.      |
| 1897–1916 | Johan Adolf Filibert Lindwall | 1866–1916  |                                                |
| 1917–1920 | Carl Oskar Gottfrid Brand     | 1880–      |                                                |
| 1920–1922 | Karl Olof Daniel Hulling      | 1889–1925  |                                                |
| 1924–1928 | Erik Vakdenar Wallin          | 1898–      |                                                |
| 1929–     | John Josef Fransén            | 1905–      |                                                |